# Weston (Florida)
Weston è un comune degli Stati Uniti d'America situato nella parte meridionale della Contea di Broward dello Stato della Florida.
Secondo le previsioni del 2011, la città ha una popolazione di 65.333 abitanti su una superficie di 68,10 km².